# Pokémon di settima generazione
La settima generazione dei videogiochi della serie Pokémon comprende i titoli Pokémon Sole e Luna (2016), Pokémon Ultrasole e Ultraluna (2017) e Pokémon Let's Go, Pikachu! e Let's Go, Eevee! (2018)
Essa introduce un nuovo gruppo di 88 Pokémon, portando il numero totale a 809. Fanno inoltre la loro comparsa le varianti regionali — chiamate forme di Alola — di alcuni Pokémon appartenenti alla prima generazione, che hanno aspetto e tipo differente. Le forme regionali introdotte in Sole e Luna sono 18: Rattata, Raticate, Raichu, Sandshrew, Sandslash, Vulpix, Ninetales, Diglett, Dugtrio, Meowth, Persian, Geodude, Graveler, Golem, Grimer, Muk, Exeggutor e Marowak. In Pokémon Ultrasole e Ultraluna vengono aggiunti altri cinque Pokémon, assenti nei titoli precedenti. In Pokémon Let's Go, Pikachu! e Let's Go, Eevee! sono stati introdotti due nuovi Pokémon misteriosi: Meltan e la sua evoluzione Melmetal.
Tutti i Pokémon della settima generazione sono stati concepiti da un gruppo di venti disegnatori, coordinati da Ken Sugimori e Hironobu Yoshida, e sono stati approvati da un comitato di cinque responsabili. L'ambientazione dei titoli della serie, basata sulle isole Hawaii, ha ispirato il design di diverse creature.

## Elenco dei Pokémon
| Numero | Nome         | Evoluzione                                    |
| ------ | ------------ | --------------------------------------------- |
| 722    | Rowlet       | Evolve in Dartrix                             |
| 723    | Dartrix      | Evolve da Rowlet, evolve in Decidueye         |
| 724    | Decidueye    | Evolve da Dartrix                             |
| 725    | Litten       | Evolve in Torracat                            |
| 726    | Torracat     | Evolve da Litten, evolve in Incineroar        |
| 727    | Incineroar   | Evolve da Torracat                            |
| 728    | Popplio      | Evolve in Brionne                             |
| 729    | Brionne      | Evolve da Popplio, evolve in Primarina        |
| 730    | Primarina    | Evolve da Brionne                             |
| 731    | Pikipek      | Evolve in Trumbeak                            |
| 732    | Trumbeak     | Evolve da Pikipek, evolve in Toucannon        |
| 733    | Toucannon    | Evolve da Trumbeak                            |
| 734    | Yungoos      | Evolve in Gumshoos                            |
| 735    | Gumshoos     | Evolve da Yungoos                             |
| 736    | Grubbin      | Evolve in Charjabug                           |
| 737    | Charjabug    | Evoluzione di Grubbin, evolve in Vikavolt     |
| 738    | Vikavolt     | Evolve da Charjabug                           |
| 739    | Crabrawler   | Evolve in Crabominable                        |
| 740    | Crabominable | Evolve da Crabrawler                          |
| 741    | Oricorio     | Nessuna evoluzione                            |
| 742    | Cutiefly     | Evolve in Ribombee                            |
| 743    | Ribombee     | Evolve da Cutiefly                            |
| 744    | Rockruff     | Evolve in Lycanroc                            |
| 745    | Lycanroc     | Evolve da Rockruff                            |
| 746    | Wishiwashi   | Nessuna evoluzione                            |
| 747    | Mareanie     | Evolve in Toxapex                             |
| 748    | Toxapex      | Evolve da Mareanie                            |
| 749    | Mudbray      | Evolve in Mudsdale                            |
| 750    | Mudsdale     | Evolve da Mudbray                             |
| 751    | Dewpider     | Evolve in Araquanid                           |
| 752    | Araquanid    | Evolve da Dewpider                            |
| 753    | Fomantis     | Evolve in Lurantis                            |
| 754    | Lurantis     | Evolve da Fomantis                            |
| 755    | Morelull     | Evolve in Shiinotic                           |
| 756    | Shiinotic    | Evolve da Morelull                            |
| 757    | Salandit     | Evolve in Salazzle                            |
| 758    | Salazzle     | Evolve da Salandit                            |
| 759    | Stufful      | Evolve in Bewear                              |
| 760    | Bewear       | Evolve da Stufful                             |
| 761    | Bounsweet    | Evolve in Steenee                             |
| 762    | Steenee      | Evolve da Bounsweet, evolve in Tsareena       |
| 763    | Tsareena     | Evolve da Steenee                             |
| 764    | Comfey       | Nessuna evoluzione                            |
| 765    | Oranguru     | Nessuna evoluzione                            |
| 766    | Passimian    | Nessuna evoluzione                            |
| 767    | Wimpod       | Evolve in Golisopod                           |
| 768    | Golisopod    | Evolve da Wimpod                              |
| 769    | Sandygast    | Evolve in Palossand                           |
| 770    | Palossand    | Evolve da Sandygast                           |
| 771    | Pyukumuku    | Nessuna evoluzione                            |
| 772    | Tipo Zero    | Evolve in Silvally                            |
| 773    | Silvally     | Evolve da Tipo Zero                           |
| 774    | Minior       | Nessuna evoluzione                            |
| 775    | Komala       | Nessuna evoluzione                            |
| 776    | Turtonator   | Nessuna evoluzione                            |
| 777    | Togedemaru   | Nessuna evoluzione                            |
| 778    | Mimikyu      | Nessuna evoluzione                            |
| 779    | Bruxish      | Nessuna evoluzione                            |
| 780    | Drampa       | Nessuna evoluzione                            |
| 781    | Dhelmise     | Nessuna evoluzione                            |
| 782    | Jangmo-o     | Evolve in Hakamo-o                            |
| 783    | Hakamo-o     | Evolve da Jangmo-o, evolve in Kommo-o         |
| 784    | Kommo-o      | Evolve da Hakamo-o                            |
| 785    | Tapu Koko    | Nessuna evoluzione                            |
| 786    | Tapu Lele    | Nessuna evoluzione                            |
| 787    | Tapu Bulu    | Nessuna evoluzione                            |
| 788    | Tapu Fini    | Nessuna evoluzione                            |
| 789    | Cosmog       | Evolve in Cosmoem                             |
| 790    | Cosmoem      | Evolve da Cosmog, evolve in Solgaleo o Lunala |
| 791    | Solgaleo     | Evolve da Cosmoem                             |
| 792    | Lunala       | Evolve da Cosmoem                             |
| 793    | Nihilego     | Nessuna evoluzione                            |
| 794    | Buzzwole     | Nessuna evoluzione                            |
| 795    | Pheromosa    | Nessuna evoluzione                            |
| 796    | Xurkitree    | Nessuna evoluzione                            |
| 797    | Celesteela   | Nessuna evoluzione                            |
| 798    | Kartana      | Nessuna evoluzione                            |
| 799    | Guzzlord     | Nessuna evoluzione                            |
| 800    | Necrozma     | Nessuna evoluzione                            |
| 801    | Magearna     | Nessuna evoluzione                            |
| 802    | Marshadow    | Nessuna evoluzione                            |
| 803    | Poipole      | Evolve in Naganadel                           |
| 804    | Naganadel    | Evolve da Poipole                             |
| 805    | Stakataka    | Nessuna evoluzione                            |
| 806    | Blacephalon  | Nessuna evoluzione                            |
| 807    | Zeraora      | Nessuna evoluzione                            |
| 808    | Meltan       | Evolve in Melmetal                            |
| 809    | Melmetal     | Evolve da Meltan                              |

### Rowlet
Rowlet (モクロー?, Mokuroh) è uno dei Pokémon iniziali di Pokémon Sole e Luna e Pokémon Ultrasole e Ultraluna e Leggende Pokémon: Arceus, di tipo Erba/Volante. Si evolve in Dartrix con l'aumento di livello. Appare come un piccolo gufo, che di giorno accumula energia tramite fotosintesi e la notte attacca le sue prede avvicinandosi in volo silenzioso e utilizzando le sue zampe robuste. Nell'anime, Rowlet appare per la prima volta nel corso dell'episodio Prima cattura ad Alola, in puro stile Ash! (First Catch in Alola, Ketchum-style!), dove Ash Ketchum cattura un esemplare del Pokémon. Diversi critici considerano Rowlet lo starter più popolare di Pokémon Sole e Luna. In un sondaggio di popolarità condotto da The Pokémon Company sul suo profilo Twitter e che ha visto la partecipazione di oltre 52 000 appassionati, Rowlet ha ricevuto, con 41%, la maggioranza dei voti tra i Pokémon iniziali di Pokémon Sole e Luna.

### Dartrix
Dartrix (フクスロー?, Fukuthrow) è un Pokémon di stadio uno di tipo Erba/Volante. Si evolve da Rowlet ed evolve a sua volta in Decidueye con l'aumento di livello. È descritto come particolarmente vanitoso e dedito alla cura del proprio piumaggio. In combattimento sfrutta la propria mira per attaccare i nemici con le sue piume affilate. Nell'anime l'allenatore Hau, nipote del Kahuna Hala, possiede un esemplare di Dartrix, in seguito evolutosi in un Decidueye.

### Decidueye
Decidueye (ジュナイパー?, Junaiper) è un Pokémon di stadio due di tipo Erba/Spettro. Si evolve da Dartrix. È un abile arciere che scocca piume come frecce usando le sue ali a mo' di arco. Nell'anime Decidueye appare per la prima volta nel corso dell'episodio Bruciare le tappe! (Pushing the Fiery Envelope!). Decidueye è un personaggio giocante in Pokkén Tournament DX. L'allenatore Hau possiede un esemplare del Pokémon, evoluzione del suo Dartrix.

### Litten
Litten (ニャビー?, Nyabby) è uno dei Pokémon iniziali di Pokémon Sole e Luna e Pokémon Ultrasole e Ultraluna, di tipo Fuoco. Si evolve in Torracat con l'aumento di livello. Appare come un gatto schivo e solitario, dal pelo estremamente infiammabile; utilizza il pelo inghiottito durante la toeletta per generare fiamme dalla bocca. Nell'anime Litten appare per la prima volta nell'episodio Alola a una nuova avventura! (Alola to New Adventure!). L'esemplare del Pokémon viene successivamente catturato da Ash Ketchum. Inoltre, da bambino, il Professor Kukui era in possesso di un esemplare di Litten, evolutosi prima in Torracat e in seguito in Incineroar. Litten è stato accolto positivamente da fan e critici. Nel sondaggio di popolarità sui Pokémon iniziali condotto da The Pokémon Company, Litten ha ricevuto il 38% dei voti, piazzandosi al secondo posto dopo Rowlet.

### Torracat
Torracat (ニャヒート?, Nyaheat) è un Pokémon di stadio uno di tipo Fuoco. Si evolve da Litten ed evolve a sua volta in Incineroar con l'aumento di livello. Ha una sacca al collo che produce fiamme e che tintinna come un sonaglio quando il Pokémon sputa fuoco. Oltre alle fiamme, Torracat può ricorrere anche a delle robuste zampe anteriori. Nell'anime l'allenatore Ash Ketchum possiede un esemplare di Torracat, evoluzione del suo Litten. Anche il Professor Kukui ha posseduto in un esemplare di Torracat, evoluzione del suo Litten e in seguito evolutosi in Incineroar.

### Incineroar
Incineroar (ガオガエン?, Gaogaen) è un Pokémon di stadio due di tipo Fuoco/Buio. Si evolve da Torracat. Ha un carattere aggressivo ed egoista, che non si fa problemi a infierire sugli avversari e a ignorare gli ordini del proprio allenatore. Ha una postura bipede, che gli permette di attaccare con calci e pugni e di emettere fiamme, che produce nel proprio corpo, dalla cintura e dal ventre. Quando Incineroar venne annunciato per la prima volta, generò disappunto nei fan che temevano un ulteriore Pokémon dell'abusato doppio tipo Fuoco/Lotta, come Blaziken, Infernape ed Emboar. Nell'anime Incineroar appare per la prima volta nel corso del ventesimo lungometraggio Il film Pokémon - Scelgo te!.Il Professor Kukui possiede un esemplare del Pokémon e lo utilizza quando veste i panni di Mister Royale, inoltre anche Ash ne possiede un esemplare, evolutosi dal suo Torracat.

### Popplio
Popplio (アシマリ?, Ashimari) è uno dei Pokémon iniziali di Pokémon Sole e Luna e Pokémon Ultrasole e Ultraluna, di tipo Acqua. Si evolve in Brionne con l'aumento di livello. Ha l'aspetto di un'otaria con un naso da clown. Con esso può gonfiare dei palloncini pieni d'acqua che utilizza in lotta. Nell'episodio Alola a una nuova avventura! (Alola to New Adventure!) compare per la prima volta un esemplare di Popplio di proprietà di Suiren. Contrariamente a Rowlet e Litten, Popplio ha ricevuto inizialmente critiche negative, le quali si sono tuttavia progressivamente affievolite nel corso del tempo. Nel sondaggio di popolarità sui Pokémon iniziali condotto da The Pokémon Company, Popplio si è piazzato ultimo con solo il 21% dei voti.

### Brionne
Brionne (オシャマリ?, Osyamari) è un Pokémon di stadio uno di tipo Acqua. Si evolve da Popplio ed evolve a sua volta in Primarina con l'aumento di livello. È un provetto ballerino che ama danzare e sferrare attacchi con i palloncini d'acqua a ritmo di danza. Nell'anime Brionne appare per la prima volta nel corso dell'episodio Brionne, bolle e bellicosità! (Balloons, Brionne, and Belligerence!). Suiren ha posseduto un esemplare del Pokémon, evoluzione del suo Popplio, in seguito evolutosi in Primarina.

### Primarina
Primarina (アシレーヌ?, Ashirene) è un Pokémon di stadio due di tipo Acqua/Folletto. Si evolve da Brionne. Controlla i suoi palloncini d'acqua con il canto, ragion per cui bisogna dedicarsi con la massima cura alla salute delle sue corde vocali. Nell'anime Primarina appare per la prima volta nel corso dell'episodio Bruciare le tappe! (Pushing the Fiery Envelope!). Suiren possiede un esemplare del Pokémon, evoluzione del suo Brionne, a sua volta evolutosi da Popplio.

### Pikipek
Pikipek (ツツケラ?, Tsutsukera) è un Pokémon base di tipo Normale/Volante. Si evolve in Trumbeak con l'aumento di livello. Ha l'aspetto di un picchio. Con il becco robusto scava dei buchi nei tronchi degli alberi, in cui crea il suo nido o immagazzina cibo. Si nutre di bacche e sfrutta i semi per attaccare. Nell'anime Pikipek appare per la prima volta nel corso dell'episodio Prima cattura ad Alola, in puro stile Ash! (First Catch in Alola, Ketchum-style!).

### Trumbeak
Trumbeak (ケララッパ?, Kerarappa) è un Pokémon di stadio uno di tipo Normale/Volante. Si evolve da Pikipek ed evolve a sua volta in Toucannon con l'aumento di livello. Come Pikipek, attacca gli avversari con i semi delle bacche che ha mangiato. È molto rumoroso per la sua tendenza a cantare ed emettere i suoni più diversi. Nell'anime Trumbeak appare per la prima volta nel corso dell'episodio Prima cattura ad Alola, in puro stile Ash! (First Catch in Alola, Ketchum-style!).

### Toucannon
Toucannon (ドデカバシ?, Dodekabashi) è un Pokémon di stadio due di tipo Normale/Volante. Si evolve da Trumbeak. Appare come un tucano in grado di riscaldare il suo becco per infliggere scottature ai propri avversari. Può accumulare gas nel proprio becco con cui generare un'esplosione e sparare semi a elevata potenza. Nell'anime Toucannon appare per la prima volta nel corso dell'episodio Prima cattura ad Alola, in puro stile Ash! (First Catch in Alola, Ketchum-style!).

### Yungoos
Yungoos (ヤングース?, Yangūsu) è un Pokémon base di tipo Normale. Si evolve in Gumshoos con l'aumento di livello. È estremamente vorace; addenta qualsiasi cosa con le sue zanne aguzze e trascorre gran parte del giorno alla ricerca di cibo. Si tratta di una specie invasiva introdotta ad Alola per tenere sotto controllo la popolazione di Rattata e Raticate. Il suo avvento spinse tuttavia i Rattata e i Raticate a diventare notturni e ad assumere la forma di tipo Buio peculiare per le loro specie di Alola, mentre gli Yungoos rimasero attivi solo durante il giorno. Ciò rispecchia l'introduzione della mangusta di Giava alle Hawaii nel 1883 per arginare l'espansione dei ratti nelle piantagioni dell'arcipelago; un tentativo che si concluse parimenti con un insuccesso. Nell'anime Yungoos appare per la prima volta nel corso dell'episodio Alola a una nuova avventura! (Alola to New Adventure!). L'aspetto di Yungoos e della sua evoluzione Gumshoos, in particolare la loro acconciatura, è stato paragonato a quello dell'allora candidato presidenziale statunitense Donald Trump. Il direttore Junichi Masuda ha tuttavia negato un intento parodistico, affermando che il Pokémon è stato concepito prima della candidatura di Trump, salvo riconoscerne alcune somiglianze.

### Gumshoos
Gumshoos (デカグース?, Dekagūsu) è un Pokémon di stadio uno di tipo Normale. Si evolve da Yungoos. È un predatore molto paziente, che, studiato il comportamento e il tragitto delle sue prede, attende sul posto il loro passaggio; la sera tuttavia cede alla stanchezza e si addormenta sul posto. Gumshoos è il Pokémon dominante di Mele Mele in Pokémon Sole. Nell'anime Gumshoos appare per la prima volta nel corso dell'episodio Dominare un dominante! (To Top a Totem!) in cui Ash Ketchum e il suo Pikachu sconfiggono un esemplare dominante del Pokémon, ottenendo un Normium Z. Nella puntata successiva l'agente Jenny utilizza il Pokémon, entrato a fare parte della sua squadra.

### Grubbin
Grubbin (アゴジムシ?, Agojimushi) è un Pokémon base di tipo Coleottero. Si evolve in Charjabug con l'aumento di livello. È un Pokémon larva che vive sottoterra e si nutre della linfa degli alberi, a cui giunge raschiando la corteccia con le proprie mandibole. Si associa a Pokémon elettrici per difendersi dai suoi predatori volanti. Nell'anime Grubbin appare per la prima volta nel corso dell'episodio Alola a una nuova avventura! (Alola to New Adventure!).

### Charjabug
Charjabug (デンヂムシ?, Denjimushi) è un Pokémon di stadio uno di tipo Coleottero/Elettro. Si evolve da Grubbin ed evolve a sua volta in Vikavolt con l'aumento di livello nei pressi del Canyon di Poni. Il suo aspetto ricorda quello di una batteria: è infatti in grado di generare elettricità e di immagazzinarla all'interno del proprio corpo. Nell'anime Chrys cattura un esemplare di Charjabug nel corso dell'episodio Arrivederci, Chrys! (So Long, Sophocles!).

### Vikavolt
Vikavolt (クワガノン?, Kuwaganon) è un Pokémon di stadio due di tipo Coleottero/Elettro. Si evolve da Charjabug. Appare come un cervo volante. È in grado di generare elettricità e di concentrarla nelle proprie mandibole per attaccare gli avversari. Vikavolt è uno dei Pokémon dominanti di Ula Ula. Nell'anime Chrys possiede un esemplare di Vikavolt, evoluzione del suo Charjabug.

### Crabrawler
Crabrawler (マケンカニ?, Makenkani) è un Pokémon base di tipo Lotta. Si evolve in Crabominable con l'aumento di livello nei pressi del Monte Lanakila o tramite l'utilizzo dello strumento Pietragelo. Ha l'aspetto di un granchio del cocco. Sferra pugni con le sue chele, le quali cadono e ricrescono di continuo. Nell'anime Hala possiede un esemplare di Crabrawler apparso per la prima volta nel corso dell'episodio Provare e perseverare! (Trial and Tribulation!). Il Pokémon viene schierato contro il Rowlet di Ash, venendo però sconfitto.

### Crabominable
Crabominable (ケケンカニ?, Kekenkani) è un Pokémon di stadio uno di tipo Lotta/Ghiaccio. Si evolve da Crabrawler. Ha sviluppato della peluria per proteggersi dal freddo. Come Crabrawler combatte sferrando pugni con le sue chele; se messo alle strette, può sparare le chele come razzi. Nell'anime il Crabrawler del Kahuna Hala si evolve in un esemplare di Crabominable nel corso dell'episodio Un salto di qualità! (Getting a Jump on the Competition!).

### Oricorio
Oricorio (オドリドリ?, Odoridori) è un Pokémon base dall'aspetto di uccello danzante. Possiede quattro forme diverse, una per ogni isola di Alola, che differiscono per aspetto e tipo, oltre a possedere un diverso stile di danza. È possibile fare mutare le caratteristiche del Pokémon utilizzando Nettare di colore diverso.
- Lo Stile Flamenco è di tipo Fuoco/Volante, è ottenibile con il Nettare rosso e genera fuoco congiungendo le ali.
- Lo Stile Cheerdance è di tipo Elettro/Volante, è ottenibile con il Nettare giallo e genera elettricità sfregando insieme le piume.
- Lo Stile Hula è di tipo Psico/Volante, è ottenibile con il Nettare rosa e incrementa i suoi poteri psichici rilassandosi.
- Lo Stile Buyō è di tipo Spettro/Volante, è ottenibile con il Nettare viola e attira a sé gli spiriti con la sua danza per potenziarsi[38].

Nell'anime Oricorio appare per la prima volta nel corso dell'episodio Qui sfida ci cova! (Lillie's Egg-xhilarating Challenge!).

### Cutiefly
Cutiefly (アブリー?, Aburī) è un Pokémon base di tipo Coleottero/Folletto. Si evolve in Ribombee con l'aumento di livello. Il suo aspetto è basato su un bombilide. È in grado di percepire l'aura degli esseri viventi, e si nutre di nettare e polline. Nell'anime Cutiefly appare per la prima volta nel corso dell'episodio Promesse tra amici! (Partner Promises!).

### Ribombee
Ribombee (アブリボン?, Aburibon) è un Pokémon di stadio uno di tipo Coleottero/Folletto. Si evolve da Cutiefly. Con il polline accumulato crea delle palline che mette da parte come riserve di cibo o per lottare. In Pokémon Ultrasole e Ultraluna, Ribombee è uno dei Pokémon dominanti di Poni. Nell'anime Ribombee appare per la prima volta nel corso dell'episodio Promesse tra amici! (Partner Promises!). L'allenatrice Rika possiede un esemplare del Pokémon.

### Rockruff
Rockruff (イワンコ?, Iwanko) è un Pokémon base di tipo Roccia. Si evolve in Lycanroc Forma Giorno con l'aumento di livello durante il giorno in Pokémon Sole, e in Lycanroc Forma Notte nelle ore notturne in Pokémon Luna. È modellato su un cane, e in quanto tale si affeziona facilmente al proprio allenatore e cerca in ogni modo di sostenerlo. Crescendo tende a diventare più aggressivo. Nell'anime Rockruff appare per la prima volta nel corso dell'episodio La sfida del protettore! (The Guardian's Challenge!). Il Pokémon, originariamente di proprietà del professor Kukui, viene in seguito ceduto ad Ash, che lo cattura nel corso dell'episodio Volontà di pietra! (Rocking Clawmark Hill!).

### Lycanroc
Lycanroc (ルガルガン?, Lugarugan) è un Pokémon di stadio uno di tipo Roccia. Si evolve da Rockruff. Possiede tre diverse forme che differiscono per abilità e mosse. La Forma Giorno è quadrupede e ha l'aspetto di un lupo; leale e fedele, in combattimento confonde l'avversario con la sua rapidità e poi lo attacca con morsi, graffi e le pietre appuntite della propria criniera. La Forma Notte assomiglia a un licantropo, è bipede, ribelle e combattivo; provoca il nemico ad attaccarlo senza curarsi dei danni subiti, e lo finisce con violente testate, graffi e morsi. In Pokémon Ultrasole e Ultraluna è stata introdotta la Forma Crepuscolo, evoluzione di un Rockruff speciale distribuito agli acquirenti dei giochi, con attacchi differenti e occhi e pelo di colori diversi rispetto alle altre due forme. Nell'anime Lycanroc appare per la prima volta nel corso dell'episodio Volontà di pietra! (Rocking Clawmark Hill!). Iridio possiede un esemplare di Lycanroc Forma Notte. La Kahuna Alyxia utilizza un Lycanroc Forma Giorno contro Ash Ketchum durante la Grande Prova di Akala. Il Rockruff di Ash si è evoluto nella Forma Crepuscolo del Pokémon.

### Wishiwashi
Wishiwashi (ヨワシ?, Yowashi) è un Pokémon base di tipo Acqua. Possiede due diverse forme che differiscono per statistiche e dimensioni. La Forma Individuale ha l'aspetto di un pesciolino; il suo buon sapore e l'aspetto inoffensivo fanno sì che venga cacciato da molti predatori, tuttavia, se si sente in pericolo, attira i suoi simili grazie al luccichio dei suoi occhi a formare un mostro marino. Quando un esemplare raggiunge un dato livello, può utilizzare la sua Abilità Banco se ha sufficienti Punti Salute. Oltre a raggiungere un'altezza e un peso considerevoli, Wishiwashi Forma Banco ottiene un incremento di Attacco, Attacco Speciale, Difesa e Difesa Speciale rispetto alla sua Forma Individuale. In Pokémon Sole e Luna, Wishiwashi è uno dei Pokémon dominanti di Akala. Nell'anime un gruppo di Wishiwashi viene intravisto brevemente nel corso dell'episodio Alla ricerca della paletta perduta! (A Shivering Shovel Search!). Wishiwashi dominante appare nell'episodio Non chiamatelo pesciolino! (Big Sky, Small Fry!). Il Pokémon dopo essere stato sconfitto da Suiren, consegnerà alla ragazza un Idrium Z come riconoscimento.

### Mareanie
Mareanie (ヒドイデ?, Hidoide) è un Pokémon base di tipo Veleno/Acqua. Si evolve in Toxapex con l'aumento di livello. Appare come una stella marina che colpisce i suoi avversari con gli aculei avvelenati che gli ricoprono il corpo e con le sue dieci punte. Nell'anime Mareanie appare per la prima volta nel corso dell'episodio Sole, terrore e segrete dimore! (The Sun, the Scare, the Secret Lair!) dove James del Team Rocket cattura un esemplare femmina del Pokémon.

### Toxapex
Toxapex (ドヒドイデ?, Dohidoide) è un Pokémon di stadio uno di tipo Veleno/Acqua. Si evolve da Mareanie. Rilascia un potente veleno che provoca forti dolori e danni permanenti nelle sue vittime. Nell'anime Toxapex appare per la prima nel corso dell'episodio Un finale strappalacrime! (Fighting Back The Tears!)

### Mudbray
Mudbray (ドロバンコ?, Dorobanko) è un Pokémon base di tipo Terra. Si evolve in Mudsdale con l'aumento di livello. È un Pokémon asinello. Mastica la terra per creare fango con cui gioca; il fango che avvolge le sue zampe gli conferisce una grande aderenza. Nell'anime Mudbray appare per la prima volta nel corso dell'episodio Nell'allegra fattoria di Kawe! (Young Kiawe Had a Farm!).

### Mudsdale
Mudsdale (バンバドロ?, Banbadoro) è un Pokémon di fase uno di tipo Terra. Si evolve da Mudbray. Ha l'aspetto di un cavallo. In combattimento attacca con le sue zampe avvolte dal fango per incrementare la potenza dei suoi colpi. In Pokémon Sole e Luna un esemplare del Pokémon chiamato Fuoristrada Mudsdale è utilizzabile per il PokéPassaggio. Nell'anime Mudsdale appare per la prima volta nel corso dell'episodio Una certa pigrizia (Some Kind of Laziness!), come Pokémon per il PokéPassaggio utilizzato da Ash e Malpi durante l'attraversamento del Deserto Haina.

### Dewpider
Dewpider (シズクモ?, Shizukumo) è un Pokémon base di tipo Acqua/Coleottero. Si evolve in Araquanid con l'aumento di livello. Appare come un ragno con una bolla d'acqua che avvolge la sua testa, la quale gli permette di respirare, di scagliare acqua ai suoi avversari o alle sue prede, e lo protegge. Nell'anime Dewpider appare per la prima volta nel corso dell'episodio Alla cattura di Suiren! (Dewpider Ascending!).

### Araquanid
Araquanid (オニシズクモ?, Onishizukumo) è un Pokémon di fase uno di tipo Acqua/Coleottero. Si evolve da Dewpider. Usa la bolla d'acqua che avvolge la sua testa per dare delle testate, intrappolare le sue prede Pokémon di piccola taglia, o proteggere i suoi piccoli. In Pokémon Ultrasole e Ultraluna, Araquanid prende il posto di Wishiwashi come Pokémon dominante di tipo acqua di Akala. Nell'anime Araquanid appare per la prima volta nel corso dell'episodio Alla cattura di Suiren! (Dewpider Ascending!).

### Fomantis
Fomantis (カリキリ?, Karikiri) è un Pokémon base di tipo Erba. Si evolve in Lurantis con l'aumento di livello durante il giorno. È basato su una mantide. È un Pokémon notturno: di giorno riposa sotto il sole e al tramonto si mette in cerca di un nuovo riparo per il giorno dopo. Nell'anime diversi Fomantis appaiono per la prima volta nel corso dell'episodio Una missione dal sapore speziato! (Currying Favor and Flavor!).

### Lurantis
Lurantis (ラランテス?, Rarantesu) è un Pokémon di fase uno di tipo Erba. Si evolve da Fomantis. È in grado di emettere dei raggi dai suoi petali a forma di falce. Lurantis è uno dei Pokémon dominanti di Akala. Nell'anime Lurantis dominante appare per la prima volta nel corso dell'episodio Una missione dal sapore speziato! (Currying Favor and Flavor!). Ash Ketchum lo sconfigge e ottiene un Herbium Z come riconoscimento.

### Morelull
Morelull (ネマシュ?, Nemashu) è un Pokémon base di tipo Erba/Folletto. Si evolve in Shiinotic con l'aumento di livello. Ha l'aspetto di un fungo che sparge attorno a sé spore soporifere. È attivo di notte, quando va alla ricerca di piante di cui nutrirsi, di giorno invece riposa mentre succhia nutrimento dalle radici degli alberi. Nell'anime Morelull appare per la prima volta nel corso dell'episodio Cullati nel mondo dei sogni! (Lulled to La-La Land!).

### Shiinotic
Shiinotic (マシェード?, Mashēdo) è un Pokémon di fase uno di tipo Erba/Folletto. Si evolve da Morelull. Emette spore soporifere per fare addormentare le sue vittime e assorbirne poi i fluidi vitali. Nell'anime Shiinotic appare per la prima volta nel corso dell'episodio Cullati nel mondo dei sogni! (Lulled to La-La Land!).

### Salandit
Salandit (ヤトウモリ?, Yatōmori) è un Pokémon base di tipo Veleno/Fuoco. I rari esemplari di sesso femminile si evolvono in Salazzle con l'aumento di livello. È descritto come una lucertola che vive in ambienti aridi e inospitali. Produce un gas tossico con cui attira e storidisce le sue vittime per poi attaccarle. Nell'anime Salandit appare per la prima volta nel corso dell'episodio Alola a una nuova avventura! (Alola to New Adventure!).

### Salazzle
Salazzle (エンニュート?, Ennyūto) è un Pokémon di fase uno di tipo Veleno/Fuoco. Si evolve da Salandit femmina. Ne esistono solo esemplari femmina, che si circondano di un harem di Salandit maschi. Dal suo gas tossico carico di feromoni si ricavano profumi che hanno un grande potere d'attrazione. Salazzle è uno dei Pokémon dominanti di Akala. Nell'anime Salazzle appare per la prima volta nel corso dell'episodio Un aiuto indesiderato! (Rescuing the Unwilling!). Il Pokémon è di proprietà di Samina.

### Stufful
Stufful (ヌイコグマ?, Nuikoguma) è un Pokémon base di tipo Normale/Lotta. Si evolve in Bewear con l'aumento di livello. Ha un aspetto di un tenero orsacchiotto, ma è in realtà aggressivo verso gli sconosciuti e ha una grande forza. Nell'anime Stufful appare per la prima volta nel corso dell'episodio Un incontro tra sogno e realtà! (A Dream Encounter!).

### Bewear
Bewear (キテグルマ?, Kiteruguma) è un Pokémon di fase uno di tipo Normale/Lotta. Si evolve da Stufful. È molto pericoloso per via della sua forza smisurata, tanto da danneggiare anche il proprio allenatore nelle sue effusioni. Nell'anime Bewear appare per la prima volta nel corso dell'episodio Alola a una nuova avventura! (Alola to New Adventure!).

### Bounsweet
Bounsweet (アマカジ?, Amakaji) è un Pokémon base di tipo Erba. Si evolve in Steenee con l'aumento di livello. Appare come un frutto profumato da cui è possibile ricavare un succo gradevole. Nell'anime Bounsweet appare per la prima volta nel corso dell'episodio Alola a una nuova avventura! (Alola to New Adventure!), il Pokémon è di proprietà di Ibis.

### Steenee
Steenee (アママイコ?, Amamaiko) è un Pokémon di stadio uno di tipo Erba. Si evolve da Bounsweet ed evolve a sua volta in Tsareena con l'aumento di livello dopo avere appreso la mossa Pestone. Ha una personalità allegra e spensierata. Per proteggersi dai Pokémon volanti ha sviluppato delle dure foglie sulla testa. Nell'anime Il Bounsweet di Ibis si evolve in Steenee nel corso dell'episodio Una saporita ricerca! (A Seasoned Search!). Il Pokémon si evolverà successivamente in Tsareena.

### Tsareena
Tsareena (アマージョ?, Amajo) è un Pokémon di stadio due di tipo Erba. Si evolve da Steenee. È molto abile nel tirare calci, con cui abbatte i suoi avversari per poi divertirsi a umiliarli. Nell'anime Ibis possiede un esemplare di Tsareena, evoluzione del suo Steenee, a sua volta evolutosi da un Bounsweet.

### Comfey
Comfey (キュワワー?, Cuwawa) è un Pokémon base di tipo Folletto. Ha l'aspetto di una ghirlanda hawaiiana. I fiori che ha appeso alla sua liana emanano fragranze rilassanti e terapeutiche. Nell'anime Comfey appare per la prima volta nel corso dell'episodio Prima cattura ad Alola, in puro stile Ash! (First Catch in Alola, Ketchum-style!). È uno dei Pokémon utilizzati dall'infermiera Joy all'interno dei Pokémon Center della regione di Alola. Brock possiede un esemplare del Pokémon, che ha ricevuto in dono dall'Infermiera Joy dell'Isola Mele Mele.

### Oranguru
Oranguru (ヤレユータン?, Yareyūtan) è un Pokémon base di tipo Normale/Psico. È molto intelligente e vive sugli alberi nella giungla, dove passa il suo tempo a meditare. È una specie esclusiva di Pokémon Luna. Nell'anime Oranguru appare per la prima volta nel corso dell'episodio Ibis e il maestro della foresta! (Mallow and the Forest Teacher!).

### Passimian
Passimian (ナゲツケサル?, Nagetsukesaru) è un Pokémon base di tipo Lotta. Vive in gruppi di circa 20 esemplari uniti da un forte legame. Adotta uno stile di lotta che fa uso di bacche dure. È una specie esclusiva di Pokémon Sole. Nell'anime Passimian appare per la prima volta nel corso di un episodio trasmesso solamente in Giappone e censurato nell'edizione occidentale.

### Wimpod
Wimpod (コソクムシ?, Kosokumushi) è un Pokémon base di tipo Coleottero/Acqua. Si evolve in Golisopod con l'aumento di livello. Si nutre di ogni cosa che trova sul terreno e per questo funge da spazzino. Quando si sente minacciato fugge con le sue molte zampette. Nel manga Pokémon - La grande avventura Guzman possiede un esemplare di Wimpod, evolutosi successivamente in Golisopod. Nell'anime Wimpod appare per la prima volta nel corso dell'episodio Promesse tra amici! (Partner Promises!).

### Golisopod
Golisopod (グソクムシャ?, Gusokumusha) è un Pokémon di stadio uno di tipo Coleottero/Acqua. Si evolve da Wimpod. Combatte utilizzando le sue sei braccia e i suoi artigli affilati. Nel manga Pokémon - La grande avventura Guzman possiede un esemplare di Golisopod.

### Sandygast
Sandygast (スナバァ?, Sunabā) è un Pokémon base di tipo Spettro/Terra. Si evolve in Palossand con l'aumento di livello. È basato su un castello di sabbia animato da uno spirito vagante. Prende il controllo di chiunque gli metta le mani nella bocca, servendosi delle vittime per accrescere le dimensioni del proprio corpo. Nell'anime Sandygast appare per la prima volta nel corso dell'episodio Alla ricerca della paletta perduta! (A Shivering Shovel Search!).

### Palossand
Palossand (シロデスナ?, Shirodesuna) è un Pokémon di stadio uno di tipo Spettro/Terra. Si evolve da Sandygast. È in grado di controllare esseri umani e altri Pokémon e di succhiarne l'energia vitale. Nell'anime Palossand appare per la prima volta nel corso dell'episodio Alla ricerca della paletta perduta! (A Shivering Shovel Search!).

### Pyukumuku
Pyukumuku (ナマコブシ?, Namakobushi) è un Pokémon base di tipo Acqua. Il suo aspetto è basato su un cetriolo di mare. Vive in colonie presso spiagge e acque poco profonde; come arma offensiva, espelle i propri organi per attaccare prede e nemici. Nell'anime Pyukumuku appare per la prima volta nel corso dell'episodio Alola a una nuova avventura! (Alola to New Adventure!).

### Tipo Zero
Tipo Zero (タイプ：ヌル?, Type: Null) è un Pokémon base di tipo Normale. Si evolve in Silvally tramite felicità. Si tratta di una creatura artificiale creata dalla Fondazione Æther per affrontare le Ultracreature. Inizialmente questo Pokémon veniva chiamato Omnitipo (タイプ：フル?, Type: Full) ma in seguito al fallimento degli esperimenti con il Sistema Primevo, il suo nome venne cambiato in Tipo Zero. Indossa una maschera che tiene a freno la sua vera potenza e permette di controllarlo. In Pokémon Sole e Luna è possibile ricevere un esemplare di Tipo Zero da Iridio del Team Skull all'interno dell'Æther Paradise. Nel manga Pokémon - La grande avventura Iridio possiede un esemplare di Tipo Zero. Nell'anime Tipo Zero appare per la prima volta nel corso dell'episodio Rinascere a nuova vita! (Rising from the Ruins!), il Pokémon è stato sottratto da Iridio alla Fondazione Æther. Si evolverà in Silvally nel corso dell'episodio Missione ricordo! (Mission: Total Recall!).

### Silvally
Silvally (シルヴァディ?, Silvady) è un Pokémon di stadio uno di tipo Normale. Si evolve da Tipo Zero. Instaurando un legame di fiducia con il proprio allenatore Tipo Zero rompe la maschera costrittiva e libera il suo vero potenziale, evolvendosi. È uno dei Pokémon utilizzati da Iridio che, secondo il Pokédex, ne ha anche coniato il nome. Silvally è l'unico Pokémon in possesso dell'abilità Sistema Primevo (ＡＲシステム?, Eiāru Shisutemu), che permette di cambiare il suo tipo se in possesso di una delle diciassette ROM corrispondenti ad altrettanti tipi, e quello della mossa Multiattacco (マルチアタック?, Maruchi Atakku). Nell'anime il Tipo Zero di Iridio si evolve in Silvally nel corso dell'episodio Missione ricordo! (Mission: Total Recall!).

### Minior
Minior (メテノ?, Meteno) è un Pokémon base di tipo Roccia/Volante. Il suo aspetto è basato su una meteora. Vive nello strato d'ozono raccogliendo detriti attorno a sé; quando il guscio esterno raggiunge un peso eccessivo Minior precipita sulla Terra. Grazie all'abilità Scudosoglia, quando i suoi punti ferita si riducono a metà perde il guscio e rivela il vero aspetto del suo nucleo, che può assumere uno dei sette colori dell'arcobaleno. Nell'anime Minior appare per la prima volta nel corso dell'episodio Notti di piogge d'amore! (Showering the World with Love!).

### Komala
Komala (ネッコアラ?, Nekkoara) è un Pokémon base di tipo Normale. Assomiglia a un koala. Trascorre la sua vita dormendo, ma anche durante il sonno è capace di compiere azioni in base ai suoi sogni, come aggrapparsi al braccio del suo allenatore se gli è particolarmente affezionato. Nell'anime un esemplare di Komala di proprietà del professor Manuel Oak appare per la prima volta nel corso dell'episodio La sfida del protettore! (The Guardian's Challenge!). Nel manga Pokémon - La grande avventura Hau possiede un esemplare del Pokémon.

### Turtonator
Turtonator (バクガメス?, Bakugames) è un Pokémon base di tipo Fuoco/Drago. È in grado di espellere dalle narici gas velenosi e fiamme e il suo carapace è esplosivo. È una specie esclusiva di Pokémon Sole. Nell'anime un esemplare di Turtonator di proprietà di Kawe appare per la prima volta nell'episodio Alola a una nuova avventura! (Alola to New Adventure!).

### Togedemaru
Togedemaru (トゲデマル?, Togedemaru) e un Pokémon base di tipo Elettro/Acciaio. Ha l'aspetto di un riccio con numerose spine sulla schiena. Normalmente le tiene abbassate, ma può drizzarle per attaccare i nemici o per usarle come parafulmini e incamerare così elettricità. In Pokémon Ultrasole e Ultraluna Togedemaru prende il posto di Vikavolt come Pokémon dominante di tipo elettro di Ula Ula. Nell'anime un esemplare di Togedemaru di proprietà di Chrys appare per la prima volta nel corso dell'episodio Alola a una nuova avventura! (Alola to New Adventure!).

### Mimikyu
Mimikyu (ミミッキュ?, Mimikkyu) è un Pokémon base di tipo Spettro/Folletto. Nessuno conosce il suo vero aspetto, che cela sotto a un panno. Soffrendo molto la solitudine, ha reso il suo costume somigliante a un Pikachu, per sfruttare la popolarità della creatura e stringere più facilmente amicizia con umani e Pokémon. Possiede l'abilità peculiare Fantasmanto (ばけのかわ?, Bake no kawa), che gli permette di non perdere punti ferita in seguito a un singolo attacco del Pokémon avversario. Una volta colpito, Mimikyu passa dalla sua Forma Mascherata alla Forma Smascherata. Mimikyu è uno dei Pokémon dominanti di Ula Ula. Nell'anime Mimikyu appare per la prima volta nel corso dell'episodio Pokédex avviato! (Loading the Dex!). Jessie del Team Rocket cattura l'esemplare del Pokémon nell'episodio successivo, Prima cattura ad Alola, in puro stile Ash! (First Catch in Alola, Ketchum-style!). Mimikyu è stato particolarmente apprezzato dalla critica e dai fan per via del suo aspetto e caratterizzazione.

### Bruxish
Bruxish (ハギギシリ?, Hagigishiri) è un Pokémon base di tipo Acqua/Psico. Utilizza i suoi poteri psichici tramite la protuberanza che ha sulla testa per paralizzare le sue prede; una volta incapacitate le addenta con le sue zanne. Nell'anime Bruxish appare per la prima volta nel corso dell'episodio Alola a una nuova avventura! (Alola to New Adventure!).

### Drampa
Drampa (ジジーロン?, Jijīron) è un Pokémon base di tipo Normale/Drago. È un drago che abita alte montagne, scendendo a valle solo per nutrirsi o interagire con le persone. Ha un'indole socievole, placida e gentile, ma se si arrabbia è capace di distruzione e devastazione. È una specie esclusiva di Pokémon Luna. Nell'anime Drampa appare per la prima volta nel corso dell'episodio Un assaggio dolceamaro! (Tasting the Bitter with the Sweet!).

### Dhelmise
Dhelmise (ダダリン?, Dadarin) è un Pokémon base di tipo Spettro/Erba. Ha l'aspetto di un'alga, ma per proteggersi raccoglie attorno a se i detriti che trova in mare, come ancore e timoni, che usa per attaccare. Nell'anime Dhelmise appare per la prima volta nel corso dell'episodio Brionne, bolle e bellicosità! (Balloons, Brionne, and Belligerence!).

### Jangmo-o
Jangmo-o (ジャラコ?, Jarako) è un Pokémon base di tipo Drago. Si evolve in Hakamo-o con l'aumento di livello. Abita in impervie aree montane, dove si allena a combattere insieme ai suoi simili; nelle rupi riecheggia spesso il suono prodotto dallo sfregamento delle sue squame. È stato il primo Pokémon della settima generazione a essere realizzato. Nell'anime Jangmo-o appare per la prima volta nel corso dell'episodio La leggenda diventa realtà! (Revealing the Stuff of Legend!).

### Hakamo-o
Hakamo-o (ジャランゴ?, Jarango) è un Pokémon di stadio uno di tipo Drago/Lotta. Si evolve da Jangmo-o ed evolve a sua volta in Kommo-o con l'aumento di livello. È ricoperto da squame affilate, che muta frequentemente rendendole sempre più dure e con cui fa a pezzi i nemici. Nell'anime Hakamo-o appare per la prima volta nel corso dell'episodio La leggenda diventa realtà! (Revealing the Stuff of Legend!).

### Kommo-o
Kommo-o (ジャラランガ?, Jararanga) è un Pokémon di stadio due di tipo Drago/Lotta. Si evolve da Hakamo-o. Annuncia la sua presenza producendo un suono tramite la vibrazione delle scaglie che ha sulla coda e che basta a mettere in fuga i nemici più deboli. Le sue squame, robuste e versatili, sono utilizzate dall'uomo in diverse applicazioni. Kommo-o è il Pokémon dominante di Poni. Nell'anime Kommo-o dominante appare per la prima volta nel corso dell'episodio La leggenda diventa realtà! (Revealing the Stuff of Legend!).

### Tapu Koko
Tapu Koko (カプ・コケコ?, Kapu Kokeko) è un Pokémon base di tipo Elettro/Folletto. È il nume protettore dell'isola Mele Mele. Curioso ma anche molto irascibile, assorbe la carica elettrica direttamente dalle nuvole durante i temporali. Un esemplare cromatico del Pokémon è stato distribuito in Giappone dal 17 marzo al 9 aprile 2017. Nell'anime Tapu Koko appare per la prima volta nel corso dell'episodio Alola a una nuova avventura! (Alola to New Adventure!).

### Tapu Lele
Tapu Lele (カプ・テテフ?, Kapu-Tetefu) è un Pokémon base di tipo Psico/Folletto. È il nume protettore dell'isola Akala. Sparge dal cielo scaglie luccicanti, che stimolano e rafforzano chi ne entra in contatto, ma che possono essere nocive in quantità elevata. Per questo è innocente e spietato al tempo stesso. Nell'anime Tapu Lele appare per la prima volta nel corso dell'episodio Promesse tra amici! (Partner Promises!).

### Tapu Bulu
Tapu Bulu (カプ・ブルル?, Kapu-Bulul) è un Pokémon base di tipo Erba/Folletto. È il nume protettore dell'isola Ula Ula. Piuttosto pigro, è in grado di controllare e fare crescere la vegetazione, da cui trae la sua energia. Nell'anime Tapu Bulu appare per la prima volta nel corso dell'episodio Un incontro tra sogno e realtà! (A Dream Encounter!).

### Tapu Fini
Tapu Fini (カプ・レヒレ?, Kapu-Rehire) è un Pokémon base di tipo Acqua/Folletto. È il nume protettore dell'isola Poni. Ha il potere di controllare le correnti marine, produrre acqua limpidissima e generare una fitta nebbia che confonde i nemici e li induce ad attaccarsi da soli. Nell'anime Tapu Fini appare per la prima volta nel corso dell'episodio Un incontro tra sogno e realtà! (A Dream Encounter!).

### Cosmog
Cosmog (コスモッグ?, Kosumoggu) è un Pokémon base di tipo Psico. Si evolve in Cosmoem con l'aumento di livello. Pokémon estremamente raro, nell'antichità si credeva che provenisse da un altro mondo ed era conosciuto come "Figlio delle stelle". Il suo corpo è formato da gas e pulviscolo, che accumula lentamente dall'atmosfera per crescere. È studiato dalla Fondazione Æther e utilizzato da Lylia, che ne possiede un esemplare denominato Nebulino. Nell'anime Cosmog appare per la prima volta nel corso dell'episodio Un incontro tra sogno e realtà! (A Dream Encounter!). Al Pokémon verrà attribuito il soprannome Nebulino e l'allenatore Ash Ketchum, insieme ai suoi compagni di scuola, se ne prenderà cura fin quando, una volta evolutosi prima in un Cosmoem e successivamente in Solgaleo, farà il suo ritorno in natura.

### Cosmoem
Cosmoem (コスモウム?, Kosumoumu) è un Pokémon di stadio uno di tipo Psico. Si evolve da Cosmog ed evolve a sua volta con l'aumento di livello in Solgaleo in Pokémon Sole e in Lunala in Pokémon Luna, risultando l'unico Pokémon in grado di evolversi in due Pokémon leggendari. È conosciuto come "Bozzolo di stella"; resta infatti completamente immobile mentre al suo interno continua ad accumularsi materiale. Nell'anime un Cosmog soprannominato Nebulino si evolve in Cosmoem nel corso dell'episodio La vendetta di Vicio! (Faba's Revenge!).

### Solgaleo
Solgaleo (ソルガレオ?, Solgaleo) è un Pokémon di stadio due di tipo Psico/Acciaio. Si evolve da Cosmoem. È venerato come un emissario del sole e il suo corpo dalla forma leonina emette una luce tale da illuminare a giorno anche le tenebre. È il Pokémon leggendario raffigurato sulla copertina di Pokémon Sole. Nell'anime Solgaleo appare per la prima volta nel corso dell'episodio Un incontro tra sogno e realtà! (A Dream Encounter!). Inoltre, un Cosmog trovato da Ash e soprannominato Nebulino, si evolverà prima in un Cosmoem e successivamente in Solgaleo.

### Lunala
Lunala (ルナアーラ?, Lunaala) è un Pokémon di stadio due di tipo Psico/Spettro. Si evolve da Cosmoem. Ha l'aspetto di un pipistrello ed è venerato come un emissario della luna. Assorbe la luce per trasformarla in energia e facendo calare il buio ovunque si trovi. È il Pokémon leggendario raffigurato sulla copertina di Pokémon Luna. Nell'anime Lunala appare per la prima volta nel corso dell'episodio Un incontro tra sogno e realtà! (A Dream Encounter!)

### Nihilego
Nihilego (ウツロイド?, Utsuroido) è un Pokémon base di tipo Roccia/Veleno. È una delle Ultracreature, conosciuto con il nome in codice di UC 01 Parasitus. Si comporta da parassita, infettando le sue vittime con potenti neurotossine in grado di controllarne pensieri e movimenti. Sebbene dimostri di possedere un istinto di sopravvivenza, non è chiaro se abbia una volontà propria. Il suo corpo è composto da una sostanza trasparente simile al vetro e plasmabile in diverse forme, sebbene i movimenti del Pokémon richiamino quelli di una ragazzina. Nell'anime Nihilego appare per la prima volta in un flashback di Iridio nel corso dell'episodio Un avvertimento mascherato! (A Masked Warning!).

### Buzzwole
Buzzwole (マッシブーン?, Masshibūn) è un Pokémon base di tipo Coleottero/Lotta. È una delle Ultracreature, conosciuto con il nome in codice di UC 02 Expansio. È una specie esclusiva di Pokémon Sole. Ha un corpo robusto e muscoloso, che gli conferisce una forza fuori dal comune. I suoi pugni sono altamente distruttivi e si ritiene che la sua bocca sia più dura del diamante. Nell'anime Buzzwole appare per la prima volta nel corso dell'episodio Una missione ultra-urgente! (A Mission of Ultra Urgency!).

### Pheromosa
Pheromosa (フェローチェ?, Firōche) è un Pokémon base di tipo Coleottero/Lotta. È una delle Ultracreature, conosciuta con il nome in codice di UC 02 Elegantia. È una specie esclusiva di Pokémon Luna. Si muove a velocità elevata e con molta agilità; rilascia inoltre feromoni che fanno infatuare di lei i bersagli, indipendentemente dal loro sesso.

### Xurkitree
Xurkitree (デンジュモク?, Denjumoku) è un Pokémon base di tipo Elettro. È una delle Ultracreature, conosciuto con il nome in codice di UC 03 Lumen. Preleva l'elettricità dal terreno e la rilascia in potenti scariche che ne attraversano l'intero corpo. Nell'anime Xurkitree appare per la prima volta nel corso dell'episodio Una cattura col botto! (Twirling with a Bang!).

### Celesteela
Celesteela (テッカグヤ?, Dekkaguya) è un Pokémon base di tipo Acciaio/Volante. È una delle Ultracreature, conosciuto con il nome in codice di UC 04 Propulsus. È una specie esclusiva di Pokémon Luna. Assorbe il nutrimento dal terreno come le piante ed è in grado di volare ad altissima velocità, grazie al gas contenuto nel suo corpo che può espellere dalle braccia. Nell'anime Celesteela appare per la prima volta nel corso dell'episodio Decolla e risplendi, navicella! (Rise and Shine, Starship!).

### Kartana
Kartana (カミツルギ?, Kamitsurugi) è un Pokémon base di tipo Erba/Acciaio. È una delle Ultracreature, conosciuta come Pokémon Spadatratta e con il nome in codice di UC 04 Sectio. Sembra non attaccare i nemici di sua iniziativa, ma il suo corpo affilato e sottile come la carta è di per sé un'arma pericolosa, tanto da riuscire ad abbattere una gigantesca torre d'acciaio con un colpo della sua lama. È un organismo comune nel mondo in cui vive normalmente.

### Guzzlord
Guzzlord (アクジキング?, Akujikingu) è un Pokémon base di tipo Buio/Drago. È una delle Ultracreature, conosciuto con il nome in codice di UC 05 Voracitas. Divora avidamente tutto ciò che gli capita a tiro, ma senza produrre scarti e trasformando tutto il nutrimento in energia. Nell'anime Guzzlord appare per la prima volta nel corso dell'episodio Lotta alla creatura vorace (Battling the Beast Within!).

### Necrozma
Necrozma (ネクロズマ?, Necrozma) è un Pokémon base di tipo Psico. Inizialmente viene identificato come un'Ultracreatura apparsa dopo avere affrontato le altre, ma in seguito viene rivelato che si tratta di Pokémon leggendario legato a Solgaleo e Lunala. La sua fonte di energia è la luce, motivo per cui dopo la sua venuta da un'altra dimensione è rimasto a lungo dormiente sottoterra. È aggressivo e in battaglia può ricorrere alla rifrazione della luce o a raggi laser per attaccare. Nei videogiochi Pokémon Ultrasole e Ultraluna vengono introdotte tre nuove forme di Necrozma. Criniera del Vespro e Ali dell'Aurora, rappresentano la fusione del Pokémon rispettivamente con Solgaleo o Lunala e portano con sé un aumento di statistiche e il cambio di tipo in Psico/Acciaio o Psico/Spettro. La trasformazione in UltraNecrozma provoca un cambio di tipo in Psico/Drago e un aumento ancora più marcato delle statistiche. Nell'anime un'immagine di UltraNecrozma viene intravista all'interno di un libro nell'episodio Prove per tipi tosti! (Tough Guy Trials!). Il Pokémon, nella sua forma base, fa la sua prima apparizione fisica in Il buio oltre la luce! (Filling the Light with Darkness!). Nell'episodio successivo assume le forme Ali dell'Aurora e Criniera del Vespro fondendosi prima con Lunala e successivamente con Solgaleo. Nell'episodio Assicurarsi un futuro (Securing the Future!), grazie all'Ultra Aura fornitagli da Ash e i suoi amici, diventa UltraNecrozma e usa il suo potere per ripristinare la luce nell'Ultramondo natale del Poipole di Ash.

### Magearna
Magearna (マギアナ?, Magiana) è un Pokémon base di tipo Acciaio/Folletto. Si tratta di un Pokémon misterioso ottenibile nei videogiochi Pokémon Sole e Luna tramite codice QR una volta terminata la storia principale. È un Pokémon artificiale composto da un'anima denominata "Cuoreanima" e racchiusa all'interno di un contenitore meccanico. Sebbene comprenda il linguaggio umano, i pensieri e i sentimenti delle persone non è in grado di parlare. Magearna è uno dei protagonisti del lungometraggio Il film Pokémon - Volcanion e la meraviglia meccanica.

### Marshadow
Marshadow (マーシャドー?, Māshadō) è un Pokémon base di tipo Lotta/Spettro. Si tratta di un Pokémon misterioso ottenibile nei videogiochi Pokémon Sole e Luna tramite evento Nintendo. È stato distribuito in Giappone in occasione della proiezione del lungometraggio Il film Pokémon - Scelgo te!. In America settentrionale e in Italia è stato reso disponibile da GameStop nell'ottobre 2017. Timido e insicuro, si nasconde nell'ombra per evitare il contatto con altri esseri viventi. Infiltrandosi nell'ombra dei nemici è in grado di emularne la forza e i movimenti. Nell'anime Marshadow è uno dei protagonisti del lungometraggio Il film Pokémon - Scelgo te!. Inoltre fa una breve apparizione nel corso dell'episodio Un Pokédex inutile! (The Dex Can't Help It!).

### Poipole
Poipole (ベベノム?, Vevenom) è un Pokémon base di tipo Veleno. Si evolve in Naganadel con l'aumento di livello dopo avere appreso la mossa Dragopulsar. È una delle Ultracreature introdotte nei videogiochi Pokémon Ultrasole e Ultraluna, conosciuto con il nome in codice di UC Viscosus. La sua testa è piena di veleno, che può iniettare o spruzzare dagli aghi che ha sul capo. Nell'anime Poipole appare per la prima volta nel corso dell'episodio La nuova avventura dei professori! (The Professors' New Adventure!). Lo stesso esemplare del Pokémon viene poi catturato dall'allenatore Ash Ketchum nell'episodio Amore a prima giravolta! (Love at First Twirl!). Il ragazzo lo libera nell'episodio Assicurarsi un futuro! (Securing the Future!) dopo che UltraNecrozma ha ripristinato la luce nel suo Ultramondo natale. Il Pokémon tornerà dal suo allenatore dopo essersi evoluto in Naganadel.

### Naganadel
Naganadel (アーゴヨン?, Agoyon) è un Pokémon di stadio uno di tipo Veleno/Drago. Si evolve da Poipole. È una delle Ultracreature introdotte nei videogiochi Pokémon Ultrasole e Ultraluna, conosciuto con il nome in codice di UC Aculeus. Produce e conserva nel suo corpo una gran quantità di liquido velenoso e adesivo che può espellere dai suoi aghi. Nell'anime Naganadel appare per la prima volta nell'episodio Le diverse forme dell'amore! (The Shape of Love to Come!) durante un sogno del Poipole di Ash. Lo stesso Naganadel, capo di una colonia di Poipole, appare fisicamente nell'episodio Un prisma tra luce e buio! (The Prism Between Light and Darkness!). Inoltre il Poipole di Ash, dopo essere stato liberato, si è evoluto in Naganadel e ha fatto ritorno dal suo allenatore.

### Stakataka
Stakataka (ツンデツンデ?, Tsundetsunde) è un Pokémon base di tipo Roccia/Acciaio. È una delle Ultracreature, conosciuto con il nome in codice di UC Structura. È una specie esclusiva di Pokémon Ultraluna. È composto da tante forme di vita accatastate una sull'altra a formare una corazzata. Nell'anime Stakataka appare per la prima volta nel corso dell'episodio Il lungo salto verso casa! (The Long Vault Home!).

### Blacephalon
Blacephalon (ズガドーン?, Zugadon) è un Pokémon base di tipo Fuoco/Spettro. È una delle Ultracreature, conosciuto con il nome in codice di UC Fragor. È una specie esclusiva di Pokémon Ultrasole. Fa abbassare la guardia ai suoi avversari disorientandoli con movenze buffe e contorte, per poi sorprenderli con l'esplosione della sua stessa testa. Nell'anime Blacephalon appare per la prima volta nel corso dell'episodio Una cattura col botto! (Twirling with a Bang!).

### Zeraora
Zeraora (ゼラオラ?, Zeraora) è un Pokémon base di tipo Elettro. Si tratta di un Pokémon misterioso scoperto in un primo momento nel codice di Pokémon Ultrasole e Ultraluna da hacker. È stato poi rivelato al pubblico il 9 aprile 2018 durante una puntata del programma televisivo giapponese per ragazzi Ohasuta. È stato distribuito in Giappone in occasione della proiezione del lungometraggio Il film Pokémon - In ognuno di noi. In Italia è stato reso disponibile da GameStop nell'ottobre 2018 tramite codice seriale. Si sposta con la rapidità di un fulmine e attacca i suoi avversari con unghie elettrificate. Zeraora è uno dei protagonisti del lungometraggio Il film Pokémon - In ognuno di noi!.

### Meltan
Meltan (ゼラオラ?, Merutan) è un Pokémon base di tipo Acciaio. Si tratta di un Pokémon misterioso apparso il 22 settembre 2018 durante il Community Day di Pokémon Go. È stato poi rivelato al pubblico il 25 settembre 2018 attraverso un video pubblicato sul canale ufficiale YouTube di The Pokémon Company. Si evolve in Melmetal solo in Pokémon Go con 400 Caramelle Meltan, e risulta così il primo Pokémon misterioso capace di evolversi. Meltan è ottenibile esclusivamente in Pokémon Go, ma dopo averlo catturato può essere trasferito in Pokémon Let's Go, Pikachu! e Let's Go, Eevee!. È costituito prevalentemente da metallo allo stato liquido che permette al suo corpo di assumere una forma molto fluida. Grazie alle sue braccia e gambe liquide, può disgregare il metallo per poi assimilarlo. La sua testa è a forma di dado esagonale con una pupilla nera fluttuante al suo interno e un filo di rame tagliato come coda. Nell'anime Ash Ketchum ha catturato un esemplare del Pokémon.

### Melmetal
Melmetal (ゼラオラ?, Merumetaru) è un Pokémon misterioso di stadio uno di tipo Acciaio. Si evolve da Meltan. Ha una forma Gigamax. La sua sagoma è stata mostrata il 10 ottobre 2018 alla fine di un video promozionale dedicato a Meltan pubblicato sul canale ufficiale YouTube di The Pokémon Company. È stato rivelato ufficialmente il 24 ottobre 2018. Quando più Meltan si assorbono l'un l'altro, questi si evolvono in Melmetal. Il suo corpo è costituito prevalentemente da metallo liquido cinto da grossi dadi esagonali di colore grigio scuro. Al momento Melmetal è ottenibile esclusivamente in Pokémon Go in seguito all'evoluzione di Meltan; successivamente può essere trasferito in Pokémon Let's Go, Pikachu! e Let's Go, Eevee!. Nell'anime l'allenatore Ash Ketchum possiede un esemplare di Melmetal, evoluzione del suo Meltan.